# Saint-Georges-Blancaneix
Saint-Georges-Blancaneix is een gemeente in het Franse departement Dordogne (regio Nouvelle-Aquitaine) en telt 165 inwoners (1999). De plaats maakt deel uit van het arrondissement Bergerac.

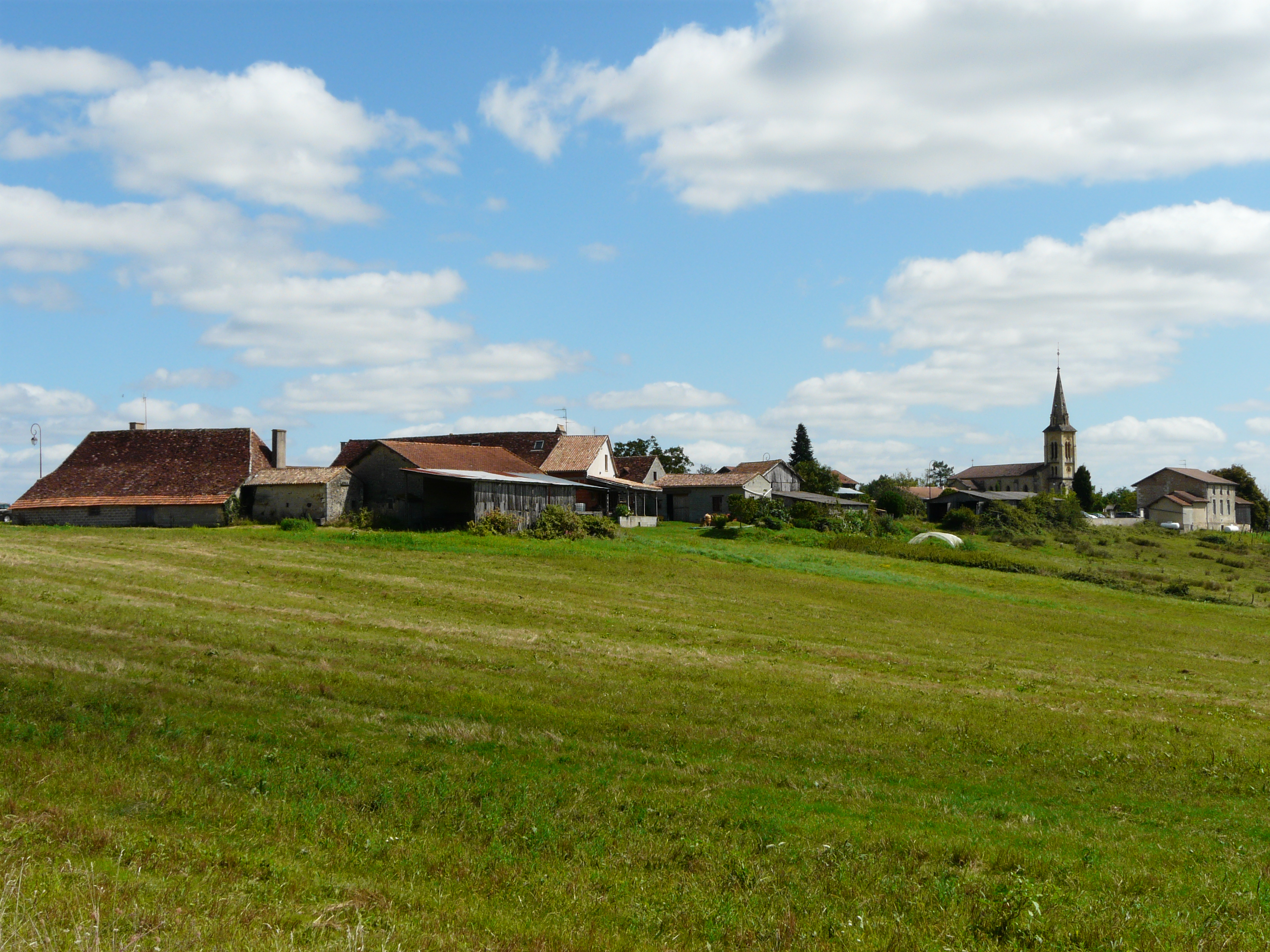
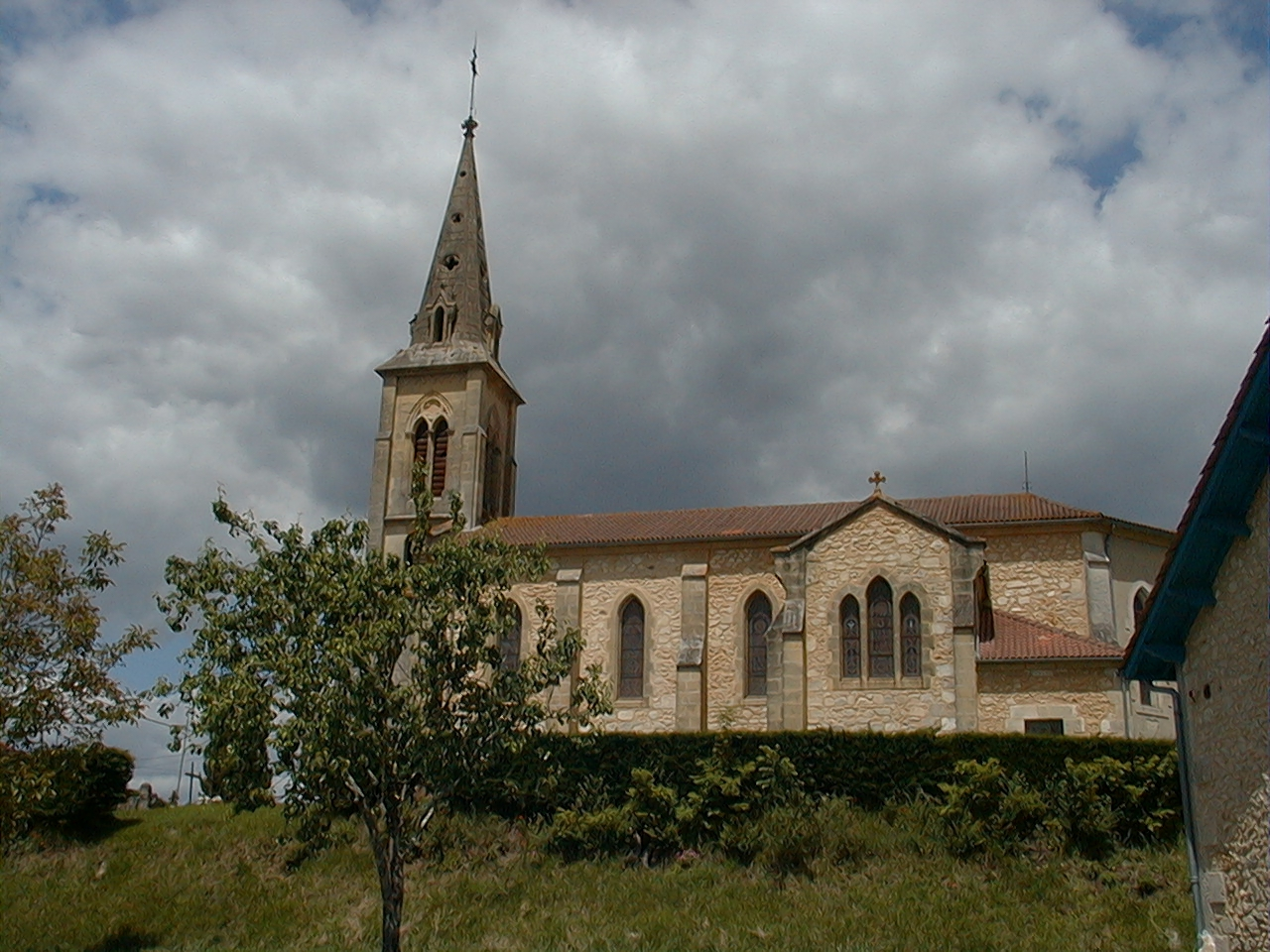
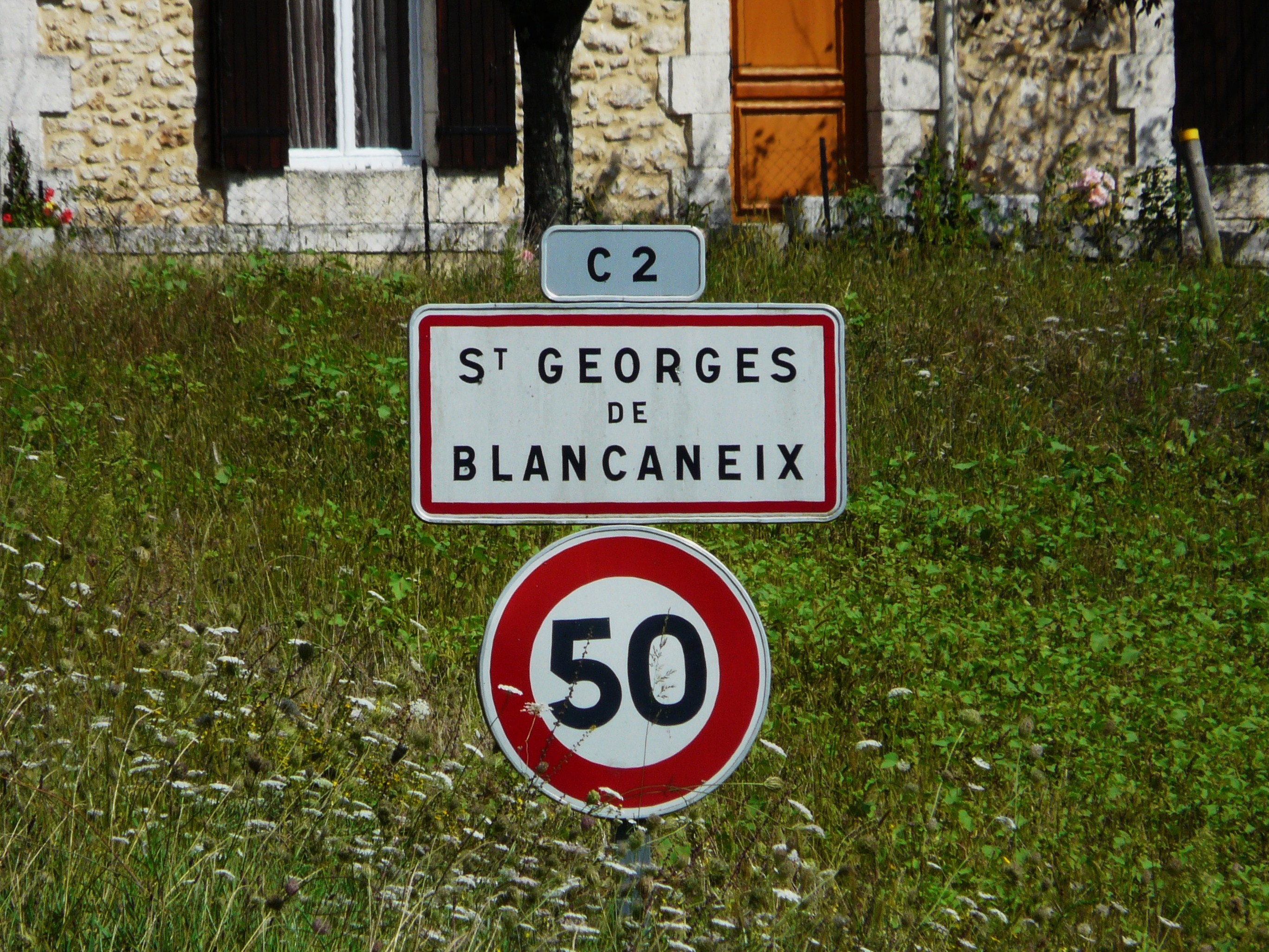

## Geografie
De oppervlakte van Saint-Georges-Blancaneix bedraagt 13,8 km², de bevolkingsdichtheid is 12,0 inwoners per km².
De onderstaande kaart toont de ligging van Saint-Georges-Blancaneix met de belangrijkste infrastructuur en aangrenzende gemeenten.

## Demografie
Onderstaande figuur toont het verloop van het inwonertal (bron: INSEE-tellingen).

1. ↑  Populations de référence 2022.